# Grafton (Wirginia Zachodnia)
Grafton – miasto w stanie Wirginia Zachodnia, w Stanach Zjednoczonych, siedziba administracyjna hrabstwa Taylor. Według spisu ludności w roku 2000 miasto miało 5 489 mieszkańców.